# Journal of the Royal Society of New Zealand
Journal of the Royal Society of New Zealand is een internationaal, aan collegiale toetsing onderworpen wetenschappelijk tijdschrift op het gebied van de multidisciplinaire wetenschap.
De naam wordt in literatuurverwijzingen meestal afgekort tot J. Roy. Soc. New Zeal. Het verschijnt 4 keer per jaar.